# پیسکورچن
پیسکورچن (به لهستانی:  Piskorczyn) یک روستا در لهستان است که در گمینا بژوزه واقع شده‌است. پیسکورچن ۱۲۸ نفر جمعیت دارد و ۱۲۰ متر بالاتر از سطح دریا واقع شده‌است.